# 钱贵妃 (五代十国)
钱贵妃（？—926年）。是五代十国时期前蜀皇帝王衍的妃子。
钱氏入王衍的后宫，被封为贵妃。乾德三年（923年），高皇后被废，王衍封金飞山为皇后。王衍想立韦元妃为皇后，于是不久就又废金皇后，钱贵妃为金皇后力辩，于是王衍复立金氏为皇后。金皇后因为这件事非常感激钱贵妃。咸康元年（925年），后唐灭蜀，钱贵妃和王衍一起被俘到洛阳。同光四年（926年）三月十八，唐庄宗派人在秦川驿把包括钱贵妃的王衍家族全部诛杀。